# جب القصب
جب القصب (به عربی: جب القصب) یک روستا در سوریه است که در ناحیه سنجار واقع شده‌است. جب القصب ۲۹۳ نفر جمعیت دارد.